# Turicibacteraceae
Turicibacteraceae è una famiglia di batteri appartenente all'ordine dei Bacillales. Essa comprende il solo genere Turicibacter.